# سامي ماكليود
سامي ماكليود (بالإنجليزية: Sammy McLeod)‏ هو لاعب كرة قدم بريطاني في مركز الهجوم، ولد في 4 يناير 1934 في غلاسكو في المملكة المتحدة، وتوفي في 29 يوليو 1973 في أديلايد في أستراليا. لعب مع كولتشستر يونايتد.